# Кубок Люксембургу з футболу 2002—2003
Кубок Люксембургу з футболу 2002–2003 — 78-й розіграш кубкового футбольного турніру в Люксембурзі. Титул втретє здобув Гревенмахер.

## Календар
| Раунд           | Дата              | Матчі | Клуби     |
| --------------- | ----------------- | ----- | --------- |
| Перший раунд    | 28 серпня 2002    | 13    | 115 → 102 |
| Другий раунд    | 29 вересня 2002   | 24    | 102 → 78  |
| Третій раунд    | 27 жовтня 2002    | 25    | 78 → 53   |
| Проміжний раунд | 13 листопада 2002 | 1     | 53 → 52   |
| Четвертий раунд | 1 грудня 2002     | 20    | 52 → 32   |
| 1/16 фіналу     | 14-15 грудня 2002 | 16    | 32 → 16   |
| 1/8 фіналу      | 1 березня 2003    | 8     | 16 → 8    |
| 1/4 фіналу      | 19-21 квітня 2003 | 4     | 8 → 4     |
| 1/2 фіналу      | 28 травня 2003    | 2     | 4 → 2     |
| Фінал           | 31 травня 2003    | 1     | 2 → 1     |

## Регламент
Згідно з регламентом у перших чотирьох раундах грають клуби нижчих дивізіонів, клуби Національного футбольного дивізіону Люксембургу стартують з 1/16 фіналу. На всіх стадіях команди грають по одному матчу.

## 1/16 фіналу
| Команда 1                 | Рахунок | Команда 2             |
| ------------------------- | ------- | --------------------- |
| 14 грудня 2002            |         |                       |
| УНА Штрассен (3)          | +:-     | Ф91 Дюделанж          |
| 15 грудня 2002            |         |                       |
| Тетанж (3)                | 4:1     | Хозінген (3)          |
| Спора (2)                 | 1:0     | Келен (3)             |
| Мюнсбах (4)               | 0:3     | Гамм 37 (2)           |
| Сандвайлер (4)            | 0:5     | Дарінг (Ехтернах) (2) |
| Бердорф/Консдорф (2)      | 2:3     | Вікторія Роспорт      |
| Гостерт (3)               | 3:1     | Вільц                 |
| Алісонтія (Штайнсель) (4) | 1:10    | Гревенмахер           |
| Шиффланж 95 (2)           | 2:1     | Спортинг (Мерциг)     |
| Ред Бойз Діфферданж (2)   | 0:3     | Женесс (Еш)           |
| Спортинг (Штайнфорт) (3)  | 0:3     | Уніон (Люксембург)    |
| Мінерва (Лінтген) (3)     | 0:3     | Рюмеланж              |
| Етцелла (2)               | 5:2     | Авенір (Бегген)       |
| Петанж (2)                | 4:2     | Мондеркаж             |
| Вормельданж (2)           | 4:3     | Свіфт                 |
| Гобшайд (2)               | 3:5     | Прогрес (Нідеркорн)   |

## 1/8 фіналу
| Команда 1             | Рахунок | Команда 2           |
| --------------------- | ------- | ------------------- |
| 1 березня 2003        |         |                     |
| Гамм 37 (2)           | 7:0     | УНА Штрассен (3)    |
| Дарінг (Ехтернах) (2) | 0:1     | Тетанж (3)          |
| Гостерт (3)           | 0:3     | Спора (2)           |
| Рюмеланж              | 1:3     | Гревенмахер         |
| Шиффланж 95 (2)       | 0:2     | Женесс (Еш)         |
| Етцелла (2)           | 5:0     | Вікторія Роспорт    |
| Петанж (2)            | 2:0     | Вормельданж (2)     |
| Уніон (Люксембург)    | 6:0     | Прогрес (Нідеркорн) |

## 1/4 фіналу
| Команда 1          | Рахунок      | Команда 2   |
| ------------------ | ------------ | ----------- |
| 19 квітня 2003     |              |             |
| Тетанж (3)         | 0:5          | Етцелла (2) |
| Петанж (2)         | 1:0          | Спора (2)   |
| Уніон (Люксембург) | 0:0 пен. 5:4 | Женесс (Еш) |
| 21 квітня 2003     |              |             |
| Гамм 37 (2)        | 0:3          | Гревенмахер |

## 1/2 фіналу
| Команда 1          | Рахунок | Команда 2   |
| ------------------ | ------- | ----------- |
| 28 травня 2003     |         |             |
| Уніон (Люксембург) | 0:2     | Етцелла (2) |
| Гревенмахер        | 3:0     | Петанж (2)  |

## Фінал
| 31 травня 2003 |

| Гревенмахер | 1:0      | Етцелла |
| ----------- | -------- | ------- |
| Хусс 81'    | Протокол |         |

| Жозі Бартель, Люксембург Глядачів: 1 856 Арбітр: Генрі Ройтер |